# Alberto Conejero
Pour les articles homonymes, voir Conejero et López.
Alberto Conejero López, né à Vilches, dans la province de Jaén, en 1978, est un dramaturge et poète espagnol et une référence du théâtre contemporain LGBT en Europe.

## Biographie
Diplômé de l'Académie royale supérieure d'art dramatique de Madrid et de la Complutense, il est professeur à l'École d'art dramatique de Valladolid.
Défenseur des droits et de la mémoire LGBT, il est notamment connu pour El caso de Cliff, sur la vie de Montgomery Clift, et surtout pour la pièce à succès La Piedra oscura, évocation de la vie de Rafael Rodríguez Rapún et de Federico García Lorca.
Jouée dans de nombreuses villes, notamment à Paris au Café de la Danse avec le comédien catalan Daniel Grao dans le rôle de Rafael, La Piedra oscura est sacrée meilleure création originale aux Prix Max en 2016.
Son œuvre Ushuaia est parue en France en 2016, puis Toutes les nuits d'un jour en 2020, qui est, selon ses mots, un « mélodrame vénéneux sur l'incapacité d'aimer après avoir souffert de violences sexuelles ».
En 2019, il est lauréat du Prix national de littérature dramatique en Espagne pour La Geometría del trigo. Il adapte également, au Teatro Español de Madrid, Comedia sin título de Federico García Lorca, avec notamment les comédiennes Emma Vilarasau et María Isasi dans la distribution.
Alberto Conejero est également connu dans le domaine de la poésie et de la chanson avec Si descubres un incendio (2016) et En esta casa (2020).

## Ouvrages
- Ushuaia, Actualités Editions, coll. « Les Incorrigibles », 2016, 96 p. (ISBN 979-10-94225-00-4).
- (es) La geometría del trigo, Dos bigotes, 2018, 104 p. (ISBN 978-8494796388).
- Toutes les nuits d'un jour, Actualités éditions, 2020, 86 p. (ISBN 979-10-94225-22-6).